# Furcula (bướm đêm)
Furcula là một chi bướm đêm thuộc họ Notodontidae.

## Các loài
- Furcula bicuspis  (Borkhausen, 1790)
- Furcula furcula  (Clerck, 1759)
- Furcula bifida  (Brahm, 1787)
- Furcula aeruginosa
- Furcula tibetana Schintlmeister, 1998
- Furcula nicetia  (Schaus, 1928)
- Furcula interrupta  (Christoph, 1867)
- Furcula borealis  (Guérin-Méneville, 1832)  (đôi khi đã được xem là phân loài của bicuspis)
- Furcula cinerea  (Walker, 1865)
- Furcula nivea  (Neumoegen, 1891)
- Furcula occidentalis  (Lintner, 1878)  (đôi khi đã được xem là phân loài của furcula)
- Furcula scolopendrina  (Boisduval, 1869)
- Furcula modesta  (Hudson, 1891)

## Hình ảnh

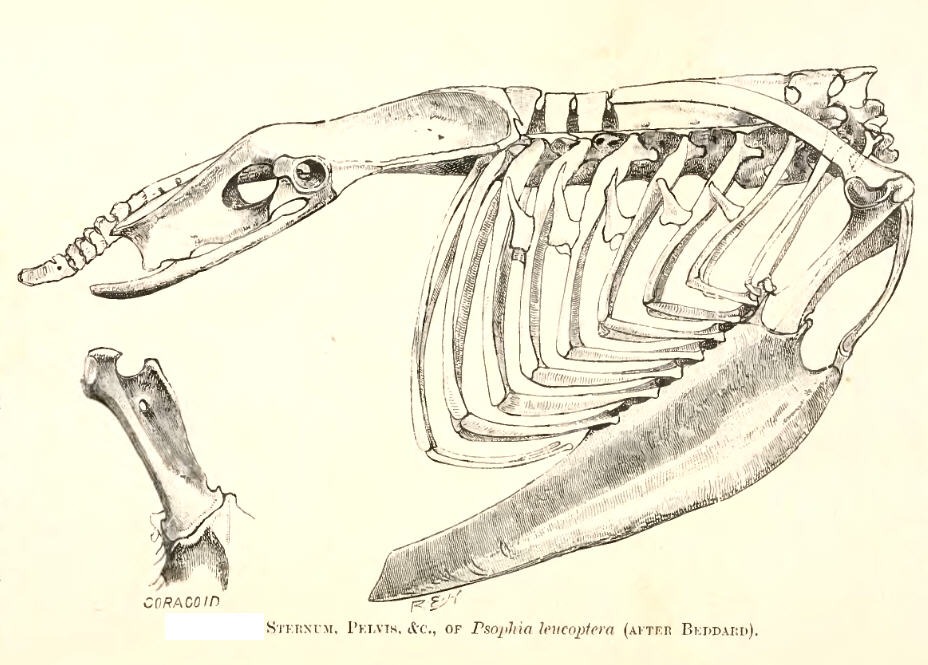
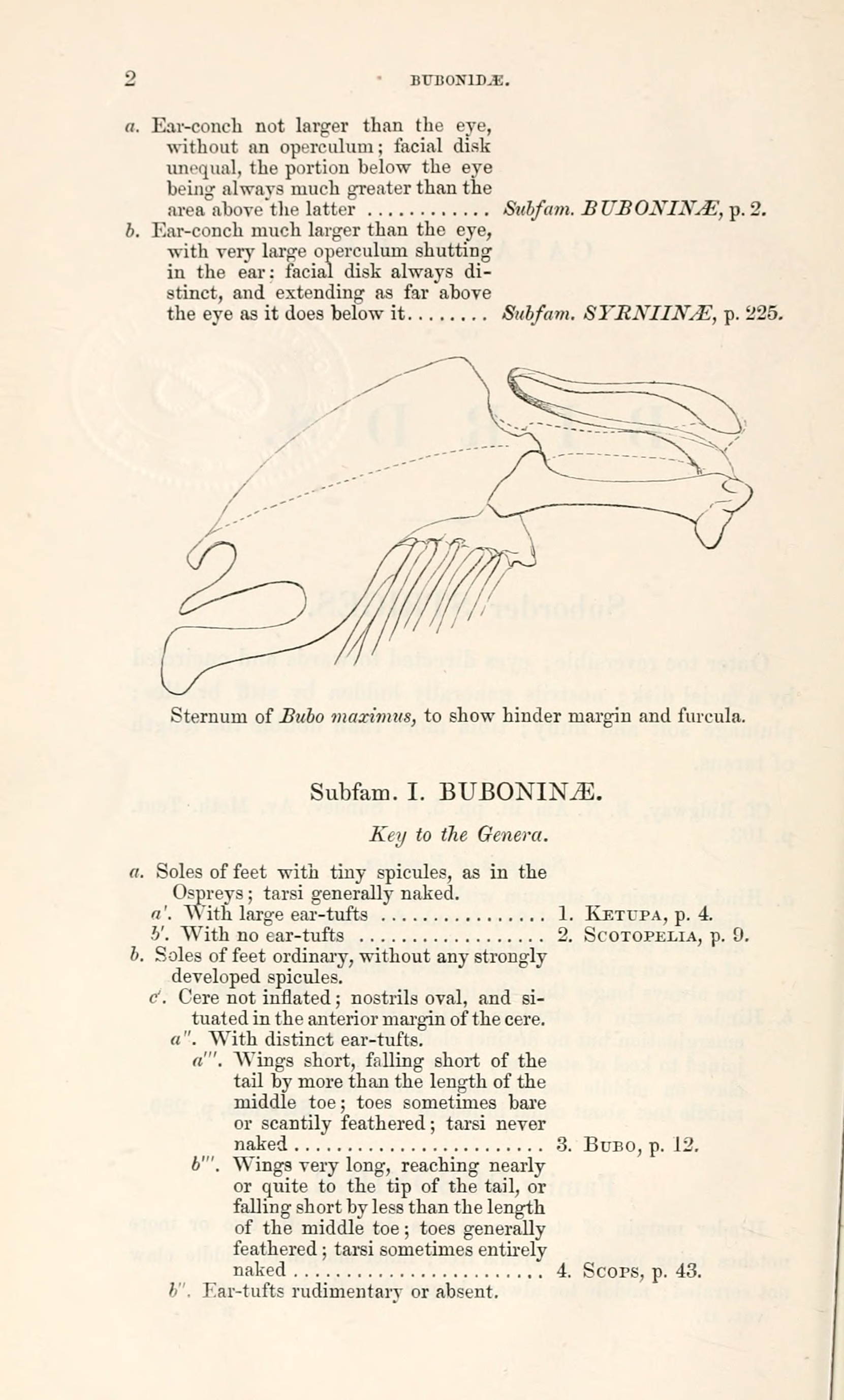
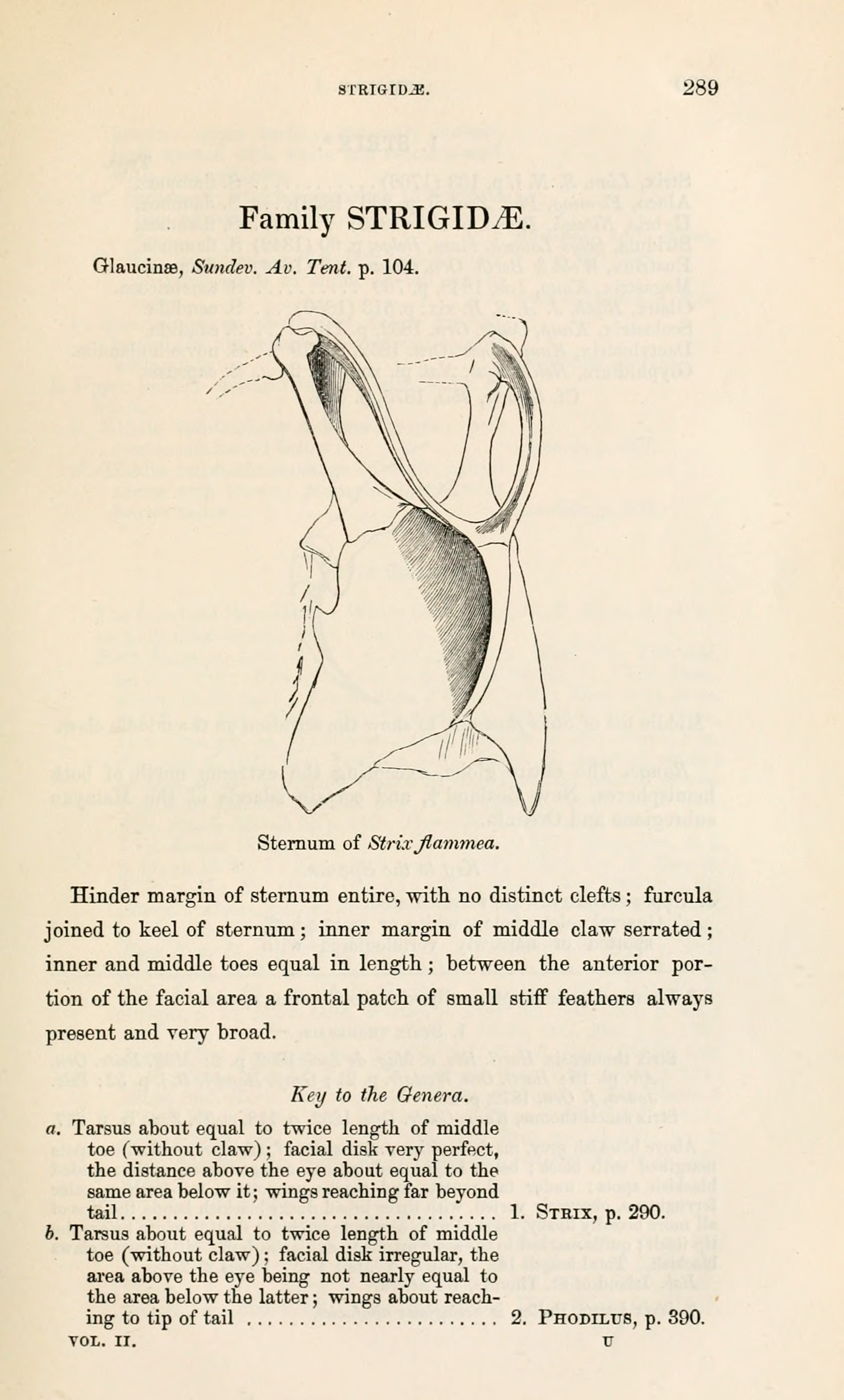
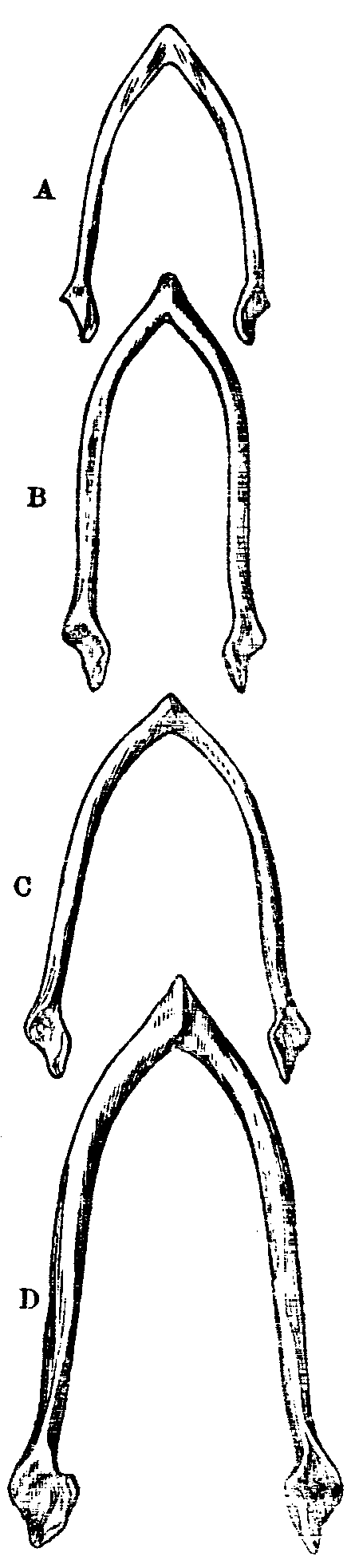